# Fillière
Fillière község Franciaország Auvergne-Rhône-Alpes régiójában, Haute-Savoie megyében. Új községként 2017. január 1-jén jött létre Thorens-Glières, Aviernoz, Évires, Les Ollières és Saint-Martin-Bellevue község egyesítésével. A korábbi községek egyesülésekor az új község lélekszáma 9035 fő volt. Lakosainak száma 9812 fő (2022. január 1.).

## Népesség
| Lakosok száma | 9104 | 9255 | 9331 | 9449 | 9534 | 9547 | 9812 |
|               | 2015 | 2017 | 2018 | 2019 | 2020 | 2021 | 2022 |